# Château d'Olonde
Le château d'Olonde est une demeure, de la fin du XVe ou du début du XVIe siècle, profondément remaniée au XVIIe siècle, qui se dresse sur le territoire de la commune française de Canville-la-Rocque dans le département de la Manche, en région Normandie.
Le château, dont la visite de la cour est autorisée, est partiellement inscrit au titre des monuments historiques.

## Localisation
Le château est situé à 1,1 kilomètre à l'ouest de l'église Saint-Malo de Canville-la-Rocque, sur la route entre Portbail et Saint-Sauveur-le-Vicomte, à proximité d'un autre axe Barneville-Carteret - La Haye-du-Puits, dans le département français de la Manche.

## Historique
À la fin du XIe siècle, Roger de Magneville est le premier seigneur connu d'Olonde. Son fils Étienne lui succède.
En 1172, Olonde, qui relève de l'honneur de Mortain, est la possession de Roger II de Magneville, fils d'Étienne, qui devait au duc-roi, en temps de guerre, le service de deux chevaliers et demi et en avait trois à son service. Son fils, Guillaume de Magneville, mort avant 1198, est mentionné en 1195 sur les rouleaux de l'Échiquier de Normandie au sujet de la succession du fief d'Olonde, pour lequel il devait au duc-roi le service de deux chevaliers.
Le château dont on fait remonter l'origine au XIe siècle, fut détruit par Philippe Auguste au début du XIIIe siècle. Celui-ci profitera de l'annexion de la Normandie pour démembrée la seigneurie.
En mai 1205, celui-ci, par charte souscrite au Vaudreuil, donne à Richard d'Argences, son fidèle serviteur, la seigneurie d'Olonde. Dans le registre des fiefs de Philippe Auguste rédigé entre 1204 et 1212, il est indiqué que le fief est alors la possession de Guillaume d'Argences, qui avait hérité d'Olonde après la mort de Richard. Dans le même registre, il est indiqué que Guillaume possédait également, à la même date, deux autres fiefs : un fief dit « d'Orlande » rattaché à la baronnie de Néhou, nommé plus tard « le petit fief d'Olonde assis à Colomby, Urville et illec environ », et, un fief situé près d'Olonde, détaché de l'honneur du Plessis, et valant un quart de fief de chevalier, connu par la suite sous le nom de « fief du Parc d'Ouville » et détaché d'Olonde probablement après 1205 au profit de Guillaume d'Argences. En 1243, Celui-ci, est qualifié de seigneur d'Olonde.
Possession aux XIVe et XVe siècles de la famille Paynel, elle se transmet par alliances aux Mareuil de Villebois et à la fin du XVe siècle aux Bouchard d'Aubeterre, puis à partir de 1520 à la branche aînée de la maison d'Harcourt, qui la conserve jusqu'à la Révolution et tient encore aujourd'hui les restes du château. Pierre II d'Harcourt est baron d'Olonde, en 1614, quand il épouse Marie de Briroy. En 1789, Charles d'Harcourt (1743-1820), marquis d'Olonde, gouverneur de Rouen, représentait la noblesse aux États Généraux de Coutances. Amédée d'Harcourt (1771-1831, son fils, émigra et servit dans l'armée anglaise.

### Châtellenie
Le château fut le siège de la châtellenie d'Olonde. À ce titre, au Moyen Âge, le fief noble de Sotteville relevait de celle-ci.

### Légende
La naissance et/ou l'enfance de Marie de France au château d'Olonde n'ont jamais été avérées.

### Possesseurs de la terre et du château d'Olonde
Liste non exhaustive.
- Famille de Magneville (XIe – XIIe siècle)
- Famille d'Argences (XIIIe siècle)
  - Guillaume d'Argences (1243)
- Famille Néel
- Famille Paisnel (XIVe siècle)
- Famille Mareuil de Villebois (XVe siècle)
- Famille Bouchard d'Aubeterre (XVe siècle)
- Famille d'Harcourt, branche aînée (à partir de 1520)
  - Pierre II d'Harcourt (1614)
  - Charles d'Harcourt, marquis d'Olonde (1789)

## Description
Le tracé circulaire des douves semble circonscrire le terre-plain du château médiéval.
L'emplacement est aujourd'hui occupé par un corps de logis abandonné de la fin du XVe ou du début du XVIe siècle accompagné de deux tours carrées à échauguettes et à l'ouest par les ruines d'une muraille du XIIe siècle avec un appareil en opus spicatum du XIe ou XIIe siècle, accolé à un autre corps de logis, reconstruit au XIXe siècle, un pavillon contenant un escalier et un autre pavillon, aménagé au XVIIe siècle en habitation, mais aujourd'hui découvert. Plusieurs dépendances accompagnent l'ensemble.
L'actuelle habitation date du XVIIIe siècle.
À quelque dix mètres du manoir actuel, on peut voir plusieurs élévations distinctes : tout d'abord une petite motte de forme ovale d'à peu près quatre mètres de haut et dix mètres de long, puis séparée de cette motte par un chemin, une deuxième élévation de forme incurvée d'une vingtaine de mètres de long et de deux mètres de haut. Les deux buttes devaient vraisemblablement faire partie d'une seule et même motte.

## Protection
L'assiette de l'ancien château, y compris les douves et la motte ; l'ensemble des bâtiments castraux, à savoir : les vestiges du château du XIIe siècle, les façades et toitures des corps de logis du XVIe et XVIIIe siècles, les tours ouest et nord, en totalité, à l'exclusion des communs modernes, les façades et toitures du commun est surplombant la douve, avec ses latrines, sont inscrits au titre des monuments historiques par arrêté du 29 novembre 2000.

## Le château dans les arts et la culture
Jules Barbey d'Aurevilly en a fait en partie le cadre de son court roman Une histoire sans nom (1882). Selon l'essayiste Jacques Petit, il ne fait pas de doute que l’écrivain connaissait les lieux. Dans Sérotonine, l'écrivain Michel Houellebecq s'est emparé de ce haut-lieu historique normand comme symbole d'un monde très ancien et révolu face à la modernité.

## Pour approfondir